# Peter Knowles
Peter Knowles (Fitzwilliam, 30 settembre 1945) è un ex calciatore inglese, di ruolo attaccante.

## Carriera

### Club
Fratello di Cyril, anch'egli calciatore, Peter crebbe sportivamente nel Wath Wanderers e venne ingaggiato dal Wolverhampton nel 1962, esordendo nella prima squadra con i Wolves nella First Division 1962-1963, ottenendo il quinto posto finale ed il sedicesimo posto nella First Division 1963-1964. Nella First Division 1964-1965 retrocede in cadetteria a seguito del ventunesimo posto ottenuto. In cadetteria ottiene il sesto posto finale nel 1965-1966 mentre la stagione successiva, grazie al secondo posto ottenuto, viene promosso in massima serie.
Con i Wolves disputò l'unica edizione del campionato dell'United Soccer Association, lega che poteva fregiarsi del titolo di campionato di Prima Divisione su riconoscimento della FIFA, nel 1967: quell'edizione della Lega fu disputata utilizzando squadre europee e sudamericane in rappresentanza di quelle della USA, che non avevano avuto tempo di riorganizzarsi dopo la scissione che aveva dato vita al campionato concorrente della National Professional Soccer League; la squadra di Los Angeles fu rappresentata per l'appunto dal Wolverhampton. I "Wolves" vinsero la Western Division e batterono in finale i Washington Whips che erano rappresentati dagli scozzesi dell'Aberdeen.
L'anno seguente è chiuso al diciassettesimo posto finale mentre quello successivo al sedicesimo.
Nell'estate 1969 Knowles torna con i Wolves a giocare negli Stati Uniti d'America, questa volta nelle vesti dei Kansas City Spurs giocando la prima parte della NASL 1969, denominata NASL International Cup, contro altri sodalizi britannici, vincendola. La seconda parte fu giocata con le normali rose dei club statunitensi ed il torneo venne comunque vinto dagli Spurs.
In Kansas diviene un Testimone di Geova, affermando che il calcio non è più il suo interesse principale, pur continuando a militare nei Wolves. Nella stagione 1969-1970 gioca solo pochi incontri, prima del suo ritiro. Rimase contrattualmente legato al club sino al 1982, quando l'allenatore Graham Hawkins ottenne lo svincolo.

### Nazionale
Ha indossato in quattro occasioni la maglia della Nazionale Under-23 di calcio dell'Inghilterra tra il 1966 ed il 1968.

## Palmarès
- Campionato statunitense di calcio: 1

Los Angeles Wolves: 1967